# ربيعة (قبيلة)
ربيعة أحد الشعبين الرئيسيين الذين ينقسم إليهما جذم العرب العدنانية إلى جانب مضر ويقال لهم العرب الربعية.
وكانت قبائل ربيعة وسط وشرق وشمال الجزيرة العربية فسكنت عبد القيس المناطق الشرقية من الجزيرة العربية وتستقر بنو حنيفة في اليمامة واستقرت تغلب في العراق وشرقي الأردن والشام، وروى ابن عساكر في تاريخه بسنَده عن قدماء أهل الشاء وغيرهم وهو يذكر القبائل التي اشتركت في معركة اليرموك "وليس فيها أسد ولا تميم ولا ربيعة ولم يكن دارهم إنما كانت دارهم عراقية فقاتلوا أهل فارس بالعراق".
و يرد اسم ربيعة في الأخبار القديمة عادةً كمقابل لاسم «مضر» الذي تنسب إليه قريش وكنانة وبنو تميم، حتى روي عن أحد أنصار مسيلمة الكذاب الذي ادّعى النبوة عام 10 هـ إنه قال «كذاب ربيعة خير من صادق مضر»، إذ إن مسيلمة من بني حنيفة من بكر بن وائل من ربيعة. وتذكر المصادر انحياز ربيعة إلى القبائل اليمانية في الحروب القبلية التي انتشرت في العالم الإسلامي في العصر الأموي.
كما أنه على الرغم مما يفترض من أصل مشترك بين قبائل ربيعة، فإن حروباً طاحنة قد قامت بينها أشهرها حرب البسوس بين بكر بن وائل وتغلب بن وائل. وقد كانت بكر وتغلب ترعى في بوادي الشام والعراق منذ ما قبل الإسلام ثم نزحت شمالاً إلى الجزيرة الفراتية شمال العراق وعرفت المنطقة الجنوبية منها باسم «ديار ربيعة»، بينما عرفت المنطقة الشمالية باسم «ديار بكر»، ولا زالت هناك مدينة في جنوب تركيا اليوم تسمّى بديار بكر نسبة إلى قبيلة بكر بن وائل من ربيعة.

## نسبه
- هو: ربيعة بن نزار بن مَعْد بن عدنان.[5]
- أمه:
  - الجذالة بنت وعلان بن جوشم بن جلهمة بن عمرو بن جرهم،
  - وقيل: شقيقة بنت عك بن الديث بن عدنان.

## أهم فروع ربيعة
أنجب ربيعة أسد وضبيعة وأكلب وعائشة (دخل بنوه في اليمن) وتنقسم القبائل الربعية إلى ثلاث أقسام رئيسية هي قبائل أسد بن ربيعة، وقبائل ضبيعة بن ربيعة، وقبائل أكلب بن ربيعة:
- قبائل ضبيعة بن ربيعة وتتفرع إلى فرعين هما:
  - بنو أحمس بن ضبيعة ومنهم بنو الكلبة.
  - بنو الحارث بن ضبيعة: ودخل فيهم بنو سعد بن لؤي بن غالب من قريش فقالوا سعد بن الحارث بن ضبيعة وهم بنو بنانة.
- قبائل أسد بن ربيعة وتتفرع إلى 3 فروع هي:
  - بنو عميرة بن أسد بن ربيعة وكانوا قليل.
  - بنو عنزة بن أسد بن ربيعة ومنهم قبائل:
    - بنو هزان بن صباح بن عتيك وقد دخل فيهم بنو جشم وهو الحارث بن لؤي بن غالب من قريش
    - بنو جلان بن عتيك

  - بنو جديلة بن أسد بن ربيعة ومنه معظم قبائل ربيعة وفيه عددها:
    - عبد القيس وهو عبد القيس بن أفصى بن دعمي بن جديلة. سكنت هذه القبيلة إقليم البحرين التاريخي (شرق الجزيرة العربية)، وكانت في أغلبها متحضّرة تعمل في الزراعة وقت ظهور الإسلام، منها بنو وديعة بن لكيز وبنو صباح بن لكيز وبنو نكرة بن لكيز وبنو عمرو بن وديعة وبنو غنم بن وديعة وبنو دهن بن وديعة وبنو أنمار بن عمرو وبنو عجل بن عمرو وبنو الديل بن عمرو وبنو محارب بن عمرو وبنو مالك بن أنمار وبنو ثعلبة بن أنمار وبنو عائدة بن انمار وبنو سعد بن أنمار وبنو عوف بن أنمار وبنو الحارث بن أنمار وبنو ثعلبة بن الحارث وبنو عامر بن الحارث وبنو البراجم وقد اختفى تواجدها القبلي منذ القرن السابع الهجري، وبنو عبد القيس جمجمة من جماجم العرب الكبرى.[6]
    - النمر بن قاسط، وهو النمر بن قاسط بن هنب بن أفصى بن دعمي بن جديلة. ومنهم بنو تيم الله وقد قتلهم القرامطة فتشتت فروعهم في قبائل العرب ولم يعرفوا بعدها وقد كانت القبيلة تدين بالنصرانية وذكر الإخباريون المسلمون أنها دخلت مع تغلب ضد بكر في حرب البسوس وأن تغلب قد لجأت إليها حين نزحت شمالاً بعد تلك الحرب.[7]
    - غفيلة، وهو عامر بن قاسط بن هنب بن أفصى بن دعمي بن جديلة. وكانوا قليل.
    - تغلب بن وائل، قبيلة من القبائل النصرانية العربية سكنت إقليم الجزيرة الفراتية بين العراق وسوريا وبنو تغلب هم الأراقم وكان من تغلب كليب بن ربيعة أول ملوك العرب العدنانية.
    - بكر بن وائل، وهم خصوم تغلب في حرب البسوس التي دامت أربعين عاماً في الجاهلية. وأشهر بطونهم بنو حنيفة وبنو قيس بن ثعلبة وبني يشكر وبنو ضبيعة بن ربيعة بن قيس بن ثعلبة وبنو عجل وبنو تيم الله بن ثعلبة وبنو شيبان بن ثعلبة، وقد سكنت هذه القبائل في إقليم اليمامة في شرق نجد، وقد شاركوا في معركة ذي قار ضد الفرس. وقد سكنت قبائل بكر بن وائل شمال الجزيرة وشمال شرقها ثم هاجرت مع تغلب إلى الجزيرة الفراتية بالعراق وسوريا وسمّيت تلك المنطقة بديار ربيعة، كما سمّيت منطقة مجاورة بديار بكر (التي تقع في تركيا) وبنو بكر بن وائل جمجمة من جماجم العرب الكبرى.[8]
    - عنز بن وائل، وهي قبيلة سكنت عين التمر في العراق وخيبر شمال شبة الجزيرة العراق ومنهم قبيلة عنزة.[9]
- قبائل أكلب بن ربيعة[10][11][12][13][14][15][16] وتتفرع إلى 3 فروع هي:
  - بنو عامر بن تيم اللات
  - بنو جليحة بن ربيعة
  - بنو هزر بن مبشر